# Irena Kačírková

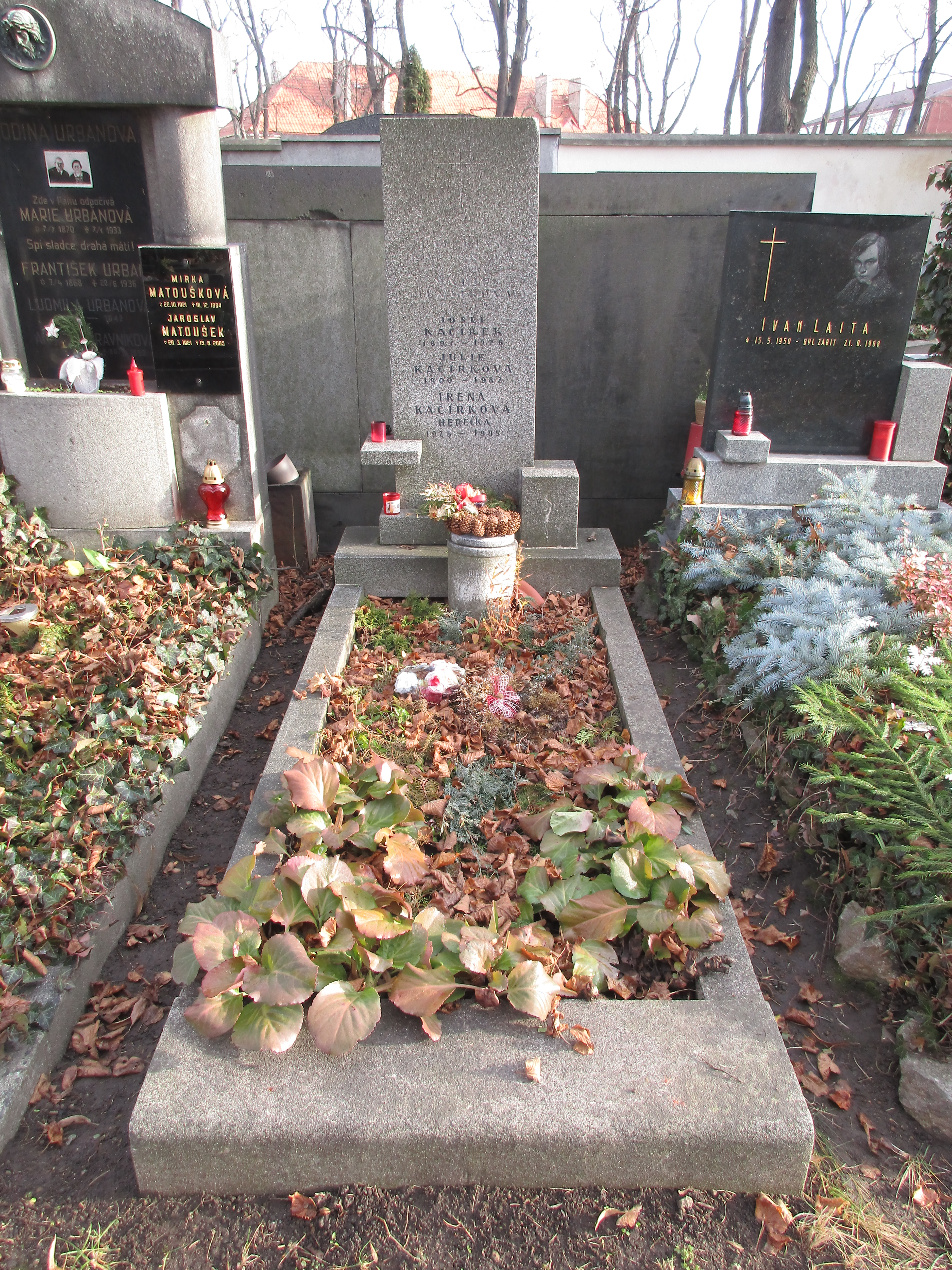
Hrob Ireny Kačírkové - české herečky na hřbitově v Bubenči

Irena Kačírková (24. března 1925 Praha – 26. října 1985 Praha) byla česká herečka.

## Životopis
Pocházela z rodiny bohatého kožešníka. Odmala chtěla být herečkou. Vyrůstala v Ostravě, kde studovala reálné gymnázium. Po maturitě (1942) v letech 1943–1944 hrála v Českém divadle moravskoslezském v Ostravě. Poté byla přijata na Státní konzervatoř v Praze (1945–1948), absolvovala však již na nově vzniklé DAMU. V roce 1949 nastoupila do Realistického divadla, ale po roce přešla do Městských divadel pražských, kde hrála po celou svou kariéru. Své nejlepší role ve filmu i v divadle si zahrála v průběhu 60. let. K jejím oblíbeným partnerům na divadle patřili například Václav Voska, Josef Bek nebo Felix le Breux. V období normalizace 70. let byla marně získávána ke spolupráci s StB, poté byla jako nepohodlná odsunuta do pozadí. Mezi lety 1971 a 1984 neúčinkovala ve filmech, dostávala však pravidelné příležitosti v televizních inscenacích a televizních filmech.
Krátce byla vdaná za Josefa Aloise Novotného, s nímž měla dceru Kristýnu Novotnou, která o matce napsala životopisný román. Několik let žila s režisérem Ladislavem Rychmanem, který s ní a Josefem Bekem natočil vůbec první videoklip nejen v Československu, ale i na světě, k písničce Dáme si do bytu...; roku 1964 jí svěřil roli ve filmu Starci na chmelu.
Byla silná kuřačka a od roku 1981 věděla, že má rakovinu žaludku. Zemřela o čtyři roky později ve věku 60 let.

## Citát
| „                                 | Spisovatel, malíř, skladatel, ti všichni mohou odložit svou práci na jinou, šťastnější chvíli, kdy nebudou právě trýzněni fyzickou nebo duševní bolestí. Herec tuto možnost nemá. A je-li zchvácen k smrti, těžce nemocen, je ochoten umřít na jevišti, protože tam je jeho život! Tam jsou všechna jeho zrození, jeho prohry i vrcholy, i jeho konec. | “ |
| — Irena Kačírková, Vlastní epitaf | |   |

## Ocenění
- 1967 titul zasloužilá umělkyně

## Divadelní role, výběr
- 1955 Molière: Misantrop, Celimena, Komorní divadlo, režie Karel Dostal j. h.
- 1955 Julius Zeyer: Stará historie, Lavinie, Divadlo komedie, režie Karel Svoboda
- 1955 C. Solodar: Šeříkový sad, Tamara, Divadlo komedie, režie Rudolf Hrušínský
- 1958 Dymphna Cusacková: Ráj v Tichomoří, Laloma, Komorní divadlo, režie Miroslav Macháček
- 1967 Henry Becque: Pařížanka, Klotilda, Komorní divadlo, režie Ivan Weiss
- 1971 Jiří Mahen: Ulička odvahy, Míla, Divadlo ABC, režie Pavel Rímský j. h.

## Filmografie

### Film
- 1947 Tři kamarádi – role: Zdeňka Hanušová
- 1947 Alena
- 1948 Svědomí – role: Vlasta
- 1954 Návštěva z oblak - role: Alena
- 1954 Byl jednou jeden král… – Drahomíra
- 1954 Severní přístav – Tesařová
- 1954 Cirkus bude! – Marie
- 1956 Nevěra – Sylvie
- 1956 Kudy kam? – role: učitelka Růžena Koskubová
- 1957 Případ ještě nekončí – role: dr. Kafková
- 1958 O věcech nadpřirozených – Martička Karasová
- 1958 Dnes naposled – Magda Řeháková
- 1959 Tři tuny prachu – zpěvačka
- 1959 Zkouška pokračuje – Káťa Müllerová
- 1959 Letiště nepřijímá – Hochmanová
- 1960 Laterna magika II – konferenciérka
- 1963 Ikarie XB 1 – Brigita
- 1964 Starci na chmelu – profesorka
- 1964 Povídky o dětech (1. povídka) – učitelka
- 1965 Pět miliónů svědků – Faltysová
- 1965 Bílá paní – titulní role
- 1972 Svatba bez prstýnku – matka Aleny
- 1984 Sladké starosti – role: Šimonova matka

### Televize
- 1960 Tisíc pohledů za kulisy
- 1963 Maškaráda – role: baronesa Štralová
- 1966 Doktor a běsi
- 1967 Někoho jsem zastřelil – role: Juanita Meredith
- 1967 Studie jednoho strachu (TV inscenace psychologického dramatu podle novely Stefana Zweiga) - role: Irena Wagnerová
- 1967 Waterloo (TV film) – role: Pavlína, kněžna Borghose
- 1970 Byly noci májové – role: Irena Zvoníková
- 1970 Sestry – role: žena
- 1971 Bližní na tapetě (TV cyklus mikrokomedií Malé justiční omyly) - role: Helena Nesvedová, matka Jirky (7. příběh: Tatínek)
- 1972 Muž a žena – role: Marta
- 1972 Bližní na tapetě (TV cyklus mikrokomedií Malé justiční omyly) - role: tchyně Emílie Bláhová (11. příběh: Belle-Mére)
- 1974 Egyptologové – role: Henwicková
- 1975 Mluvíme francouzsky (TV kurs) spolu s Marií Drahokoupilovou
- 1975 První pohled (TV cyklus Bakaláři) – role: maminka Šimečková
- 1976 Třicet případů majora Zemana (TV seriál) – role: Sochorová (6. díl: Bestie – z roku 1949)
- 1976 Vlivná osoba – role: Tempie Caxtonová
- 1983 Větrná setba – role: madam Bašusová
- 1984 Kapesníček (TV cyklus Bakaláři) – role: tchyně Horáková